# أيدان كور
أيدان كور (بالإنجليزية: Aidan Corr) هو لاعب كرة قدم أسترالية بريطاني، ولد في 17 مايو 1994 في Brockagh ‏ في المملكة المتحدة.

## وصلات خارجية
- أيدان كور على موقع AustralianFootball.com (الإنجليزية)
- أيدان كور على موقع AFLtables.com (الإنجليزية)